# Воропаев, Александр Александрович
Александр Александрович Воропаев (род. 7 апреля 1980, Москва, СССР) — российский футболист, полузащитник.
Воспитанник московского «Динамо». Считался одним из самых талантливых игроков своего поколения. Играл в юношеской сборной Москвы в 1994 году.
В профессиональном футболе выступал за «Динамо-2», «Зенит»-д, «Факел», «Металлург» Лп, «Спартак» (Тамбов). В высшей лиге чемпионата России выступал за «Уралан». Был вынужден завершить карьеру из-за травмы.
По состоянию на 2015 год играл в чемпионате Курской области по футболу.